# Hélène Brion
Hélène Brion (Clermont-Ferrand, 27 luglio 1882 – Ennery, 31 agosto 1962) è stata un'attivista francese, femminista, comunista e pacifista.

## Biografia
Rimasta orfana in tenera età, fu allevata dalla nonna che la fece studiare da maestra. Lavorò in una scuola materna di Pantin e s'impegnò nel sindacato e in politica, iscrivendosi al Partito socialista e al Sindacato degli istitutori, e battendosi per i diritti delle donne con l'adesione a diverse organizzazioni femministe. Nel 1914 divenne segretaria ad interim della CGT e prese posizione contro la guerra aderendo alla sezione francese del Comitato internazionale delle donne per una pace permanente. Sorvegliata dalla polizia, le fu impedito di partecipare alla Conferenza di Zimmerwald nel 1915 e a quella di Kienthal nel 1916, nelle quali una parte dell'Internazionale socialista condannò la guerra quale manifestazione imperialista.
Nel 1916 pubblicò il libro La voie féministe (La via femminista), che reca il sottotitolo Femme, ose être! (Donna, osa essere!). Hélène Brion nota come le donne, in quanto tali, siano sfruttate dalla collettività maschile più ancora di quanto i datori di lavoro non le sfruttino in quanto lavoratrici. In un'officina, esse hanno almeno un orario e un salario stabilito; in casa, il loro orario di lavoro non ha limiti e nessun compenso viene loro riconosciuto.
Il 26 luglio 1917 il suo appartamento fu perquisito e venne sospesa dall'insegnamento. Il 17 novembre venne arrestata e rinchiusa nella prigione di Saint-Lazare con l'accusa di « propaganda disfattista », mentre si scatenò una campagna di stampa che la dipinse come agente tedesca, anarchica e personaggio equivoco per il fatto di indossare indumenti maschili. Processata da una corte militare, il 31 marzo 1918 venne condannate a tre anni di prigione con la condizionale e al divieto dell'insegnamento. Riotterrà il suo posto di lavoro nel 1925.
Lasciata ogni carica sindacale, dal 1919 al 1921 pubblicò la rivista La Lutte féministe. Nel 1920 fondò con Maurice Foulon l'Università popolare di Pantin, si recò in Russia e aderì al Partito Comunista Francese. Nel 1921 iniziò a scrivere la Grande Encyclopédie féministe, non pubblicata e rimasta incompiuta nel 1941, che contiene 4.796 biografie di donne che si sono segnalate nella storia del femminismo. I manoscritti sono conservati nella Biblioteca parigina intitolata a Marguerite Durand.
Hélène Brion è stata membro dell'Ordine massonico Le Droit Humain. Morì nel 1962 in una clinica di Ennery, in Val d'Oise. Dal 2005 le è dedicata una via di Parigi.

## Scritti
- La voie féministe, a cura di H. Bouchardeau, Paris, Syros, 1978 ISBN 2901968104